# Baj-Chaak
Baj-Chaak (ros. Бай-Хаак) – wieś (ros. село, trb. sieło) w środkowej części rosyjskiej autonomicznej republiki Tuwy.
Miejscowość liczy ok. 3,5 tys. mieszkańców (2002) i jest ośrodkiem administracyjnym kożuunu (rejonu) tandińskiego.